# Yacine Elghorri
Yacine Elghorri (n. 1974, Paris, Franța) este un animator, ilustrator, artist storyboard, designer conceptual și artist de benzi desenate. A lucrat în Los Angeles la filme și benzi desenate precum „Futurama”, „Titan AE“, „Evolution”, „The Fantastic Four” și „Throught the Moebius Strip”. A colaborat la faimoasa revista de benzi desenate science fiction „Heavy Metal”, unde a creat două benzi desenate scurte, în alb și negru. Stilul său violent și agresiv a debutat în romanul grafic „Gunman” și este în continuare puternic influențat de artiști precum Moebius și Katsuhiro Otomo.

## Carieră
Născut la Paris, Yacine Elghorri și-a dorit dintotdeauna să lucreze fie în domeniul cărților de benzi desenate, fie în cel al filmului. După ce a absolvit liceul, a studiat arta animației la renumita școală de cinematografie Ecole de l'Image GOBELINS (Paris). Aici a realizat două spoturi animate pentru televiziune și a absolvit ca asistent de animație în 2D. Concentrându-se pe arta conceptuală și design, Yacine a lucrat la cateva seriale de televiziune („Flash Gordon”, „Lucky Luke” ) și a realizat benzi desenate pentru diverse reviste franceze.
În 1996 a decis să se mute în Statele Unite ale Americii pentru  a lucra în industria filmului. S-a stabilit în Los Angeles la vârsta de 22 de ani și a lucrat pentru studiourile Rich Animation, DreamWorks și Twentieth Century Fox. Yacine și-a continuat cariera de artist de benzi desenate realizând scurte benzi desenate pentru revistele „Heavy Metal” și „Marvel Comics” (ediția 618, Incredible Hulks). A mai lucrat ca designer de concept și storyboard artist pentru câteva filme, seriale de televiziune și spoturi publicitare, precum: „Titan A.E”, „Evolution” (cu Phil Tippett), „Futurama” și „Seven Up”.
În 2000, Yacine Elghorri s-a întâlnit și a lucrat cu artistul francez Jean „Moebius” Giraud  la producția 3D „Through the MOEBIUS strip”. În același an, îl întâlnește  pe Jean-Claude Van Damme și lucrează ca designer de concept la filmele „Replicant” și „The Order”.
Yacine Elghorri locuiește în Paris. A lucrat de curând la un roman grafic nefinalizat, cu scriitorul Alejandro Jodorowsky. Romanul are la bază personaje din „The Incal”, o meta serie de benzi desenate science fiction, scrisă de Alejandro Jodorowsky și ilustrată de Moebius. A lucrat, de asemenea, cu scriitorul Jean Dufaux la realizarea unei serii de trei romane grafice intitulată „Medina”, care a atras atenția faimosului artist Philippe Druillet.

### Benzi desenate
- Gunman, editura Carabas, 2005
- Bestial, carte pentru copii, editura Carabas, 2006
- Factory, serie în 3 volume, editura Carabas, 2006–2009

### Filme și seriale de televiziune
- Futurama
- Titan A.E.
- Evolution